# Le Sanctuaire d'Astarté
Le Sanctuaire d'Astarté (The Idol House of Astarte) est une nouvelle policière d'Agatha Christie mettant en scène Miss Marple.
Initialement publiée en janvier 1928 dans la revue The Royal Magazine au Royaume-Uni, cette nouvelle a été reprise en recueil en 1932 dans The Thirteen Problems au Royaume-Uni. Elle a été publiée pour la première fois en France dans le recueil Miss Marple au Club du Mardi en 1966.

## Résumé
La deuxième histoire du « Club du Mardi » est racontée par le Dr Pender.
- Mise en place de l'intrigue

Elle se déroule à « Silent Grove », la nouvelle demeure de Sir Richard Haydon, ancien camarade de collège du docteur. 
Sir Richard organise une fête à laquelle il a invité plusieurs amis : son cousin  Elliot Haydon, Lady Mannering et sa fille Violet, le Capitaine Roger et sa femme, le Dr Symonds et la "mannequin" Miss Diana Ashley. Sir Richard leur fait visiter sa propriété et plus particulièrement un bosquet appelé le Bois d'Astarté. Au centre de ce bosquet se dressait un temple aujourd'hui disparu, mais un petit kiosque en pierre a été érigé et porte désormais le nom de « Sanctuaire d'Astarté ». 
L'atmosphère oppressante du lieu met étrangement mal à l'aise les convives et Miss Ashley propose de revenir le soir même pour accomplir des rites mystérieux. Le soir venu, après le diner, le groupe d'amis se rend compte de l'absence de Miss Ashley et se dirige donc vers le sanctuaire. Ils la retrouvent debout sur le seuil du sanctuaire et, comme possédée, elle leur annonce que celui qui s'approchera d'elle mourra. Richard Haydon pensant à une plaisanterie la rejoint, mais il vacille et finit par tomber sur le sol. Son cousin Elliot vient à son secours mais il est trop tard, Sir Richard est mort. Mais le fait le plus étrange est qu'il a été poignardé alors que personne ne se trouvait autour de lui...
- Révélations de Miss Marple

## Personnages

### Le Club du Mardi
- Miss Marple
- Raymond West, écrivain et neveu de Miss Marple
- Joyce Lemprière, une jeune artiste
- Sir Henry Clithering, ex-commissaire de Scotland Yard
- Dr Pender, pasteur
- Mr Petherick, avoué (avocat)

### Protagonistes du mystère
- Sir Richard Haydon
- Elliot Haydon, cousin de Sir Richard Haydon
- Dr Pender, ancien camarade de collège de Sir Richard Haydon
- Lady Mannering
- Violet Mannering, fille de Lady Mannering
- Capitaine Roger
- Mrs Roger, femme du capitaine
- Dr Symonds
- Miss Diana Ashley, une mannequin

## Publications
Avant la publication dans un recueil, la nouvelle avait fait l'objet de publications dans des revues :
- en janvier 1928, au Royaume-Uni, dans le no 351 de la revue The Royal Magazine[1] ;
- le 9 juin 1928, aux États-Unis, sous le titre « The Solving Six and the Evil Hour », dans le no 6 (vol. 101) de la revue Detective Story Magazine[1] ;
- en septembre 1965, aux États-Unis, sous le titre « The "Supernatural" Murder », dans le no 262 (no 3, vol. 46) de la revue Ellery Queen's Mystery Magazine[2].

La nouvelle a ensuite fait partie de nombreux recueils :
- en 1932, au Royaume-Uni, dans The Thirteen Problems[1] (avec 12 autres nouvelles) ;
- en 1933, aux États-Unis, dans The Tuesday Club Murders[1] (adaptation du recueil de 1932) ;
- en 1966, en France, dans Miss Marple au Club du Mardi (avec 6 autres nouvelles)
(réédité en 1991 sous le même titre, reprenant les 13 nouvelles du recueil britannique de 1932).